# Distrito de El Ingenio
El distrito de El Ingenio es uno de los cinco distritos de la provincia de Nazca, ubicada en el Departamento de Ica, de la jurisdicción de la administración del Gobierno regional de Ica, en el sur del Perú, pero con un autogobierno de la Municipalidad Distrital de El Ingenio, compuesto por el alcalde distrital y sus regidores. 
Desde el punto de vista jerárquico de la Iglesia católica forma parte de la Diócesis de Ica.

## Historia
El distrito fue creado mediante Ley n.º 2548 del 19 de noviembre de 1917, en el gobierno del Presidente José Pardo y Barreda.

## Geografía
Este distrito se encuentra  a 5 horas y media de la ciudad de Lima y a 1 hora y media de la ciudad de Ica, la vía es por la carretera Panamericana Sur en el km 426. 
Ubicado en la franja aurífera, del batolito de la costa sur, entre Nazca y Ocoña, esto ha dado lugar a la actividad minera "artesanal" mayoritariamente informal, así como de una activa extracción de minerales de cobre. 
En el distrito se encuentran varios centros mineros que se extienden a través del valle hasta el departamento de Ayacucho; con la finalidad de mejorar la calidad de vida de los mineros tanto de forma directos e indirectos, la municipalidad de El Ingenio trabaja actualmente en la ejecución del (Proyecto Programa municipal para la organización y formación de la minería artesanal en el ingenio), este proyecto es financiado con el Fondo de Regalías Mineras, Ley N.º 28258. 
El principal atractivo turístico son las Pampas de San José, lugar en el que se ubican la mayoría de los geoglifos Nazca (Figuras y Líneas de Nazca)
Se observa como zona turística desde El Ingenio Las Líneas de Bogotalla que  son geoglifos ubicados a 500 metros de la parte céntrica de El Ingenio.

## Centros poblados
- Caserío La Banda
- Centro poblado La Pascana
- Centro poblado El Tulín
- Centro poblado San José
- Centro poblado Estudiante
- Centro poblado San Francisco
- Centro poblado Ingenio
- Centro poblado Virgen de Guadalupe (Tacora)
- Centro poblado Sinccachi
- Centro poblado San Pablo
- Anexo El Molino
- Centro Poblado de El Palmar
- Centro Poblado de San Antonio
- Centro Poblado de Santa Isabel

## Autoridades

### Municipales
- 2019 - 2022[3]
  - Alcalde:  Sr.espinoza lara genaro sntiago
  - Regidores:

  1. Carlos Alberto Monge Márquez (Movimiento Regional Obras por la Modernidad)
  2. Emilio Eladio Lozano Huamán (Movimiento Regional Obras por la Modernidad)
  3. Lizbeth María Quispe Medina (Movimiento Regional Obras por la Modernidad)
  4. Giovana Liz Castro Cuenca (Movimiento Regional Obras por la Modernidad)
  5. Marcial Jesús Rojas Palma (Fuerza Popular)

Alcaldes anteriores
- 2015 - 2018:[4] Martín Caipo Berrocal, del Partido Obras para la modernidad (G).
- 2011 - 2014:[4] Carlos Cabrera Gutiérrez, del Partido Acción Popular (AP).
- 2007 - 2010: Víctor Marcelo Caipo Flores.

## Festividades
- Virgen de la Candelaria
- Santísima Cruz.
- San José.
- San Pablo.
- Virgen del Carmen.
- Virgen del Perpetuo Socorro.

## Turismo
Además esta es una zona turística nata debido a que en El Ingenio se observan las denominadas Líneas de Bogotalla, que son geoglifos ubicados a 500 metros de la zona céntrica de este distrito.
Entre otros atractivos turísticos se observan las aguas medicinales de la Banda, las Cochas de San Pablo, Los geoglifos de las Pampas de San José.